# Motorové vozy DR 137 322–325
Motorové vozy DR 137 322–325 byly motorové vozy německých Říšských drah pro úzkorozchodné železnice provozované v Sasku. Čtyři dodané vozy byly v provozu od roku 1938 na hornolužických tratích Žitava – lázně Oybin/lázně Jonsdorf a Žitava – Heřmanice.

## Historie
Firma Busch v Budyšíně postavila v roce 1938 čtyři prototypy úzkorozchodných motorových vozů s pohonem vznětovým motorem pro saské úzkokolejky. Vozy byly stavěny pro maximální rychlost 60 km/h. Brzy po dodání ale byla rychlost omezena na 45 km/h, protože při vyšších rychlostech se vozy silně kývaly. Vozy byly vybaveny vícečlenným ovládáním pro možnost jízdy v soupravě.
Motorové vozy byly nasazeny na úzkorozchodné tratě, vycházející ze Žitavy. Vozy se v provozu osvědčily, pouze vypuknutí druhé světové války 1. září 1939 zabránilo dodání dalších kusů. Za války byly veškeré pohonné hmoty dodávány pouze vojsku a provoz motorových vozů byl přerušen. Dodnes není jasné, zda k motorovým vozům byly postaveny i přívěsné vozy.

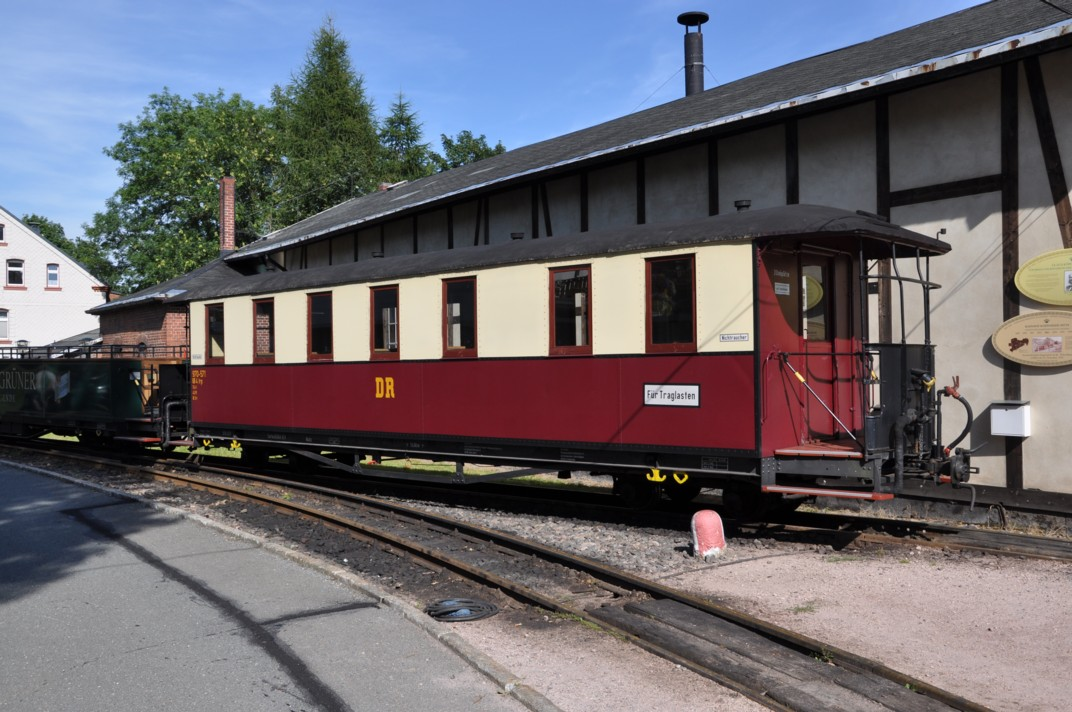
Bývalý přípojný vůz k DR 137 322; zde na muzejní trati v Schönheide

Po roce 1945 zůstal v Žitavě jako jediný vůz VT 137 322, který v roce 1943 vykolejil a byl poškozen. Po válce byl motorový vůz opět uveden do provozu. Protože zůstal jediný, byly tři osobní vozy upraveny jako přípojné k tomuto motorovému vozu. Vzhledem ke kopcovitému terénu trati ale mohl motorový vůz táhnout jen jeden přípojný vůz.
V roce 1964 byl motorový vůz po poškození motoru odstaven ve výtopně Bertsdorf, ale nebyl vyřazen. Od roku 1980 je v majetku Dopravního muzea v Drážďanech.
Roku 1995 podepsalo Dopravní muzeum v Drážďanech se Zájmovým svazem žitavských úzkokolejných drah dlouhodobou smlouvu o údržbě a užívání. Zájmový svaz se zavázal uvést motorový vůz do vystavovatelného a pojízdného stavu. V letech 2006 a 2007 se díky darům podařilo motorový vůz zrenovovat. Problémy byly především se zcela zničeným pohonným systémem. Například byl nutné nechat vyrobit pro originální motor Vomag zcela novou hlavu válců.
Od 11. srpna 2007 může být motorový vůz po více než čtyřiceti letech znovu nasazen do pravidelného provozu. Počítá se s jeho nasazením na víkendový provoz hlavně mezi Bertsdorfem a Jonsdorfem.
Motorové vozy 137 323 až 325 zůstaly v roce 1945 v majetku Polských státních drah (PKP) a byly zde označeny jako MBxdl 114 až 116. Zpočátku byly nasazeny na trať Bogatyňska Kolej Dojazdowa, která byla vytvořena z polské části tratě Žitava – Heřmanice. Po zastavení provozu na této dráze v roce 1961 byly polské motorové vozy přesunuty na trať Wrocławska Kolej Dojazdowa a zde v sedmdesátých letech 20. století zrušeny.